# Chordodes cornuta
Chordodes cornuta är en tagelmaskart som beskrevs av Villalobos och Mayra Camino 1999. Chordodes cornuta ingår i släktet Chordodes och familjen Chordodidae. Inga underarter finns listade i Catalogue of Life.